# Aectra
Aectra este un grup de companii din România, producător și distribuitor de produse chimice și furnizor de pesticide.
Grupul Aectra este alcătuit din trei companii care activează în agricultură și industrie:
- Aectra Agrochemicals, înființată în 1994, distribuitor în domeniul produselor pentru protecția plantelor în România
- Fabrica Chemical Independent Group (CIG) din Câmpia Turzii
- Aectra SRL - furnizor de materii prime și tehnologie pentru industrie - fire și fibre pentru industria textilă, tehnopolimeri pentru industria prelucrătoare a maselor plastice și a cauciucului, siliconi de uz industrial, materiale și soluții pentru construcții, lacuri și vopsele, paste electronice[2].

Cifra de afaceri:
- 2006: 33 milioane euro[3]
- 2005: 30 milioane euro[4]
- 2000: 26 milioane dolari [5]